# Vaiea
Vaiea is een van de 14 dorpen van Niue en telt 59 inwoners (2006). Het dorp grenst met de klok mee aan Hakupu, de Stille Oceaan en Avatele. 

## Geografie
Het centrum van Vaiea ligt 9 kilometer ten zuiden van Alofi en maakt deel uit van het historische stammengebied Tafiti, dat de zuidelijke helft van het eiland beslaat. Op de grens met Hakupu ligt de kaap Limufuafua Point. 
In het dorp begint de noord-zuidweg langs de oostkust die Vaiea met Mutalau verbindt. Het verlaten gehucht Fatiau Tuai maakt deel uit van Vaiea.

## Politiek
Bij de parlementsverkiezingen van 2011 kon Taliatitama Taliati zijn zetel voor Vaiea behouden; hij was de enige kandidaat.

## Demografie
Demografische evolutie:
- 1986: 36
- 1997: 46
- 2001: 62
- 2006: 59

## Sport
Het voetbalelftal van Vaiea komt uit in het Niue Soccer Tournament. 

Alofi North · Alofi South · Avatele · Hakupu · Hikutavake · Lakepa · Liku · Makefu · Mutalau · Namukulu · Tamakautoga · Toi · Tuapa · Vaiea